# Atheris hispida
Espèce
Atheris hispida ou vipère velue est une espèce de serpents de la famille des Viperidae.

## Répartition
Cette espèce se rencontre :
- dans le Nord et l'Est de la République démocratique du Congo ;
- dans le sud-ouest de l'Ouganda ;
- dans l'Ouest du Kenya ;
- au Nord-Ouest de la Tanzanie.

## Description
Atheris hispida est un serpent arboricole venimeux.
Les vipères velues sont une espèce de serpents nocturnes et principalement trouvés dans les forêts. Elles se chauffent sur des fleurs et des feuilles, en absorbant la chaleur du soleil de leurs postes d'observation.
Ce sont des serpents de taille moyenne, grandissant jusqu'à 58 à 73 cm de long. Les mâles sont plus longs et plus minces que les femelles. Les vipères velues ont des écailles très carénées qui donnent au serpent un physique épineux ou poilu.
Leurs venin est hémotoxique/cytotoxique et change selon la force du serpent et sa localité. Les morsures peuvent être mortelles pour les humains (selon la force du venin de la vipère), provoquant une hémorragie des organes internes. Il n'y a pas d'anti-venin pour les espèces Atheris. Cependant les morsures de cette espèce sont rares dans la nature car c'est une espèce isolée et nocturne. 
Elles utilisent leur venin pour chasser leurs proies. Le plus souvent, la vipère velue guette sa proie du haut d'un arbre ou d'un buisson puis lui saute dessus, la tue grâce à son venin et l'avale.

## Publication originale
- Laurent, 1955 : Diagnoses preliminaires des quelques Serpents venimeux. Revue de zoologie et de botanique africaines, vol. 51, p. 127-139.